# Arnold Scaasi

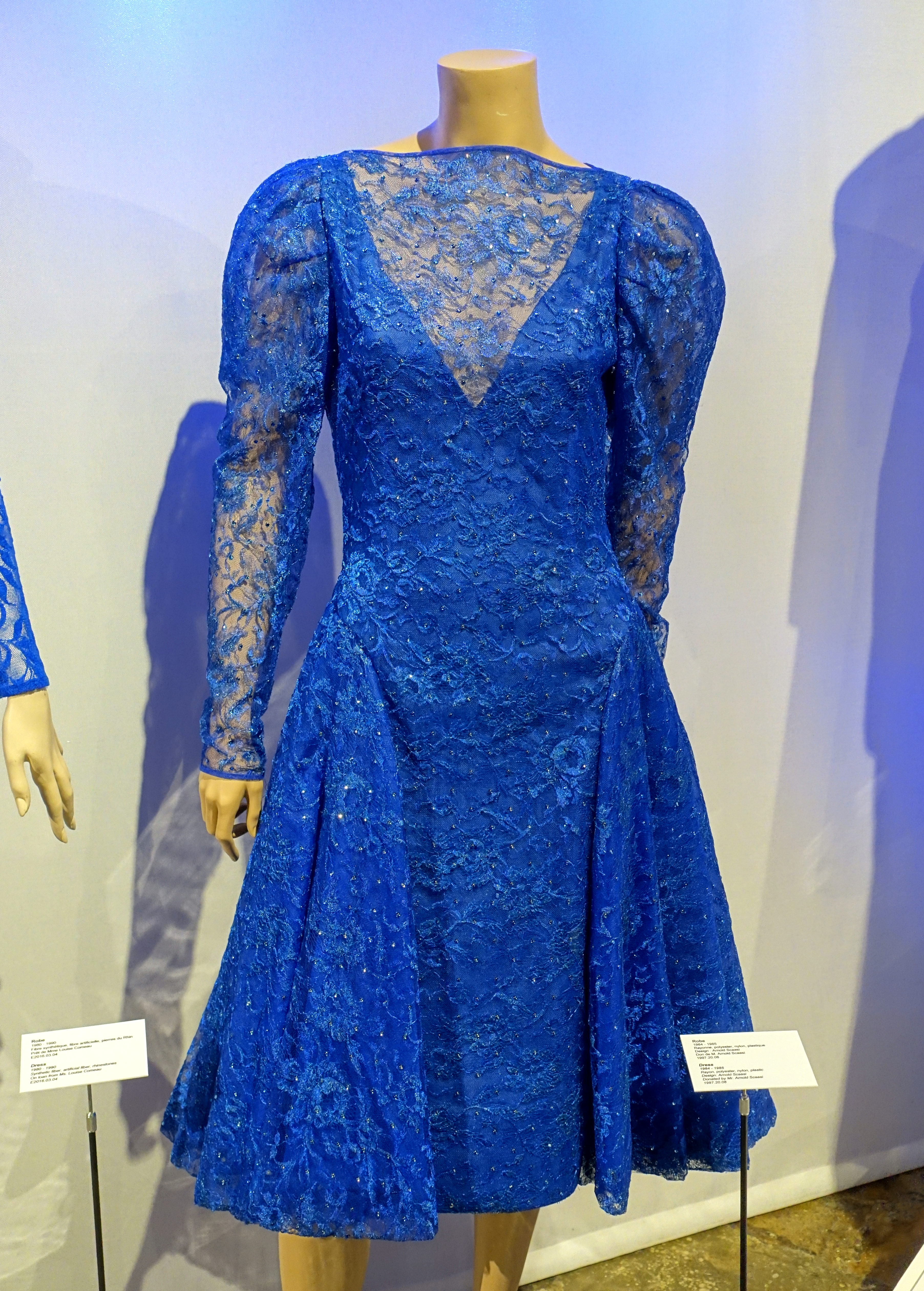
Vestido de Arnold Scaasi

Arnold Isaacs conocido como Arnold Scaasi (Montreal, Quebec, 8 de mayo de 1930-Manhattan, Nueva York, 3 de agosto de 2015), fue un diseñador de moda canadiense quien creó vestidos para algunas primeras damas de Estados Unidos como Mamie Eisenhower, Barbara Bush, Hillary Clinton y Laura Bush, además de personalidades notables como Joan Crawford, Ivana Trump, Princess Yasmin Aga Khan, Lauren Bacall, Diahann Carroll, Elizabeth Taylor, Catherine Deneuve, Brooke Astor, Arlene Francis, Mary Tyler Moore y The Baroness Wendy DeVere-Austin.
Scaasi nació en Montreal, Quebec, hijo de un peletero, Su decisión de seguir una carrera en la moda se hizo a la edad de 14 años durante un viaje a Australia para visitar a una tía elegante. Regresó a Montreal para estudiar en la escuela de diseño Cotnoir-Capponi y completó su educación en Chambre Syndicale de la Haute Couture Parisienne en París. Estuvo de aprendiz en la casa de Paquin antes de mudarse a la Ciudad de Nueva York para trabajar con el diseñador Charles James.